# Diocesi di Des Moines
La diocesi di Des Moines (in latino Dioecesis Desmoinensis) è una sede della Chiesa cattolica negli Stati Uniti d'America suffraganea dell'arcidiocesi di Dubuque. Nel 2021 contava 154.150 battezzati su 904.037 abitanti. È retta dal vescovo William Michael Joensen.

## Territorio
La diocesi si estende nella parte sud-occidentale dell'Iowa, negli Stati Uniti d'America e comprende 23 contee: Adair, Adams, Audubon, Cass, Clarke, Dallas, Decatur, Fremont, Guthrie, Harrison, Lucas, Madison, Mills, Montgomery, Page, Polk, Pottawattamie, Ringgold, Shelby, Taylor, Union, Warren e Wayne.
Sede vescovile è la città di Des Moines, capitale dello Stato, dove si trova la cattedrale di Sant'Ambrogio. Nella stessa città sorge anche la basilica minore di San Giovanni apostolo.
Il territorio si estende su 32.235 km² ed è suddiviso in 80 parrocchie.

## Storia
La diocesi è stata eretta il 12 agosto 1911, ricavandone il territorio dalla diocesi di Davenport.
Il 22 giugno 1956, con la lettera apostolica Memorandus erit, papa Pio XII ha proclamato la Beata Maria Vergine Regina patrona principale della diocesi, e San Pio X patrono secondario.

## Cronotassi dei vescovi
Si omettono i periodi di sede vacante non superiori ai 2 anni o non storicamente accertati.
- Austin Dowling † (31 gennaio 1912 - 31 gennaio 1919 nominato arcivescovo di Saint Paul)
- Thomas William Drumm † (28 marzo 1919 - 24 ottobre 1933 deceduto)
- Gerald Thomas Bergan † (24 marzo 1934 - 7 febbraio 1948 nominato arcivescovo di Omaha)
- Edward Celestin Daly, O.P. † (13 marzo 1948 - 23 novembre 1964 deceduto)
- George Joseph Biskup † (30 gennaio 1965 - 20 luglio 1967 nominato arcivescovo coadiutore di Indianapolis[2])
- Maurice John Dingman † (2 aprile 1968 - 14 ottobre 1986 dimesso)
- William Henry Bullock † (10 febbraio 1987 - 13 aprile 1993 nominato vescovo di Madison)
- Joseph Leo Charron, C.PP.S. (12 novembre 1993 - 10 aprile 2007 dimesso)
- Richard Edmund Pates (10 aprile 2008 - 18 luglio 2019 ritirato)
- William Michael Joensen, dal 18 luglio 2019

## Statistiche
La diocesi nel 2021 su una popolazione di 904.037 persone contava 154.150 battezzati, corrispondenti al 17,1% del totale.
| anno | popolazione | popolazione | popolazione | presbiteri | presbiteri | presbiteri | presbiteri                | diaconi | religiosi | religiosi | parrocchie |
| anno | battezzati  | totale      | %           | numero     | secolari   | regolari   | battezzati per presbitero | diaconi | uomini    | donne     | parrocchie |
| ---- | ----------- | ----------- | ----------- | ---------- | ---------- | ---------- | ------------------------- | ------- | --------- | --------- | ---------- |
| 1950 | 48.053      | 598.551     | 8,0         | 134        | 113        | 21         | 358                       |         | 33        | 322       | 67         |
| 1966 | 78.576      | 630.890     | 12,5        | 149        | 140        | 9          | 527                       |         | 6         | 323       | 95         |
| 1970 | 80.530      | 631.111     | 12,8        | 133        | 125        | 8          | 605                       |         | 9         | 251       | 70         |
| 1976 | 78.813      | 626.000     | 12,6        | 126        | 119        | 7          | 625                       | 15      | 7         | 210       | 88         |
| 1980 | 80.427      | 634.000     | 12,7        | 124        | 121        | 3          | 648                       | 16      | 3         | 205       | 84         |
| 1990 | 93.779      | 689.000     | 13,6        | 111        | 108        | 3          | 844                       | 42      | 4         | 160       | 85         |
| 1999 | 99.224      | 671.091     | 14,8        | 124        | 114        | 10         | 800                       | 61      | 4         | 113       | 87         |
| 2000 | 95.596      | 671.091     | 14,2        | 120        | 112        | 8          | 796                       | 61      | 13        | 106       | 85         |
| 2001 | 95.263      | 671.091     | 14,2        | 110        | 101        | 9          | 866                       | 62      | 14        | 106       | 86         |
| 2002 | 97.306      | 671.091     | 14,5        | 109        | 98         | 11         | 892                       | 73      | 17        | 102       | 85         |
| 2003 | 100.825     | 742.190     | 13,6        | 106        | 95         | 11         | 951                       | 73      | 14        | 91        | 83         |
| 2004 | 97.628      | 748.153     | 13,0        | 100        | 89         | 11         | 976                       | 70      | 16        | 91        | 84         |
| 2006 | 91.347      | 742.190     | 12,3        | 93         | 83         | 10         | 982                       | 58      | 13        | 81        | 82         |
| 2016 | 113.797     | 861.033     | 13,2        | 99         | 93         | 6          | 1.149                     | 90      | 6         | 55        | 80         |
| 2019 | 110.350     | 898.915     | 12,3        | 109        | 103        | 6          | 1.012                     | 105     | 6         | 48        | 80         |
| 2021 | 154.150     | 904.037     | 17,1        | 103        | 97         | 6          | 1.496                     | 105     | 6         | 42        | 80         |

## Galleria d'immagini

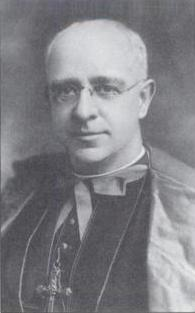
Austin Dowling, primo vescovo di Des Moines (1912-1919)
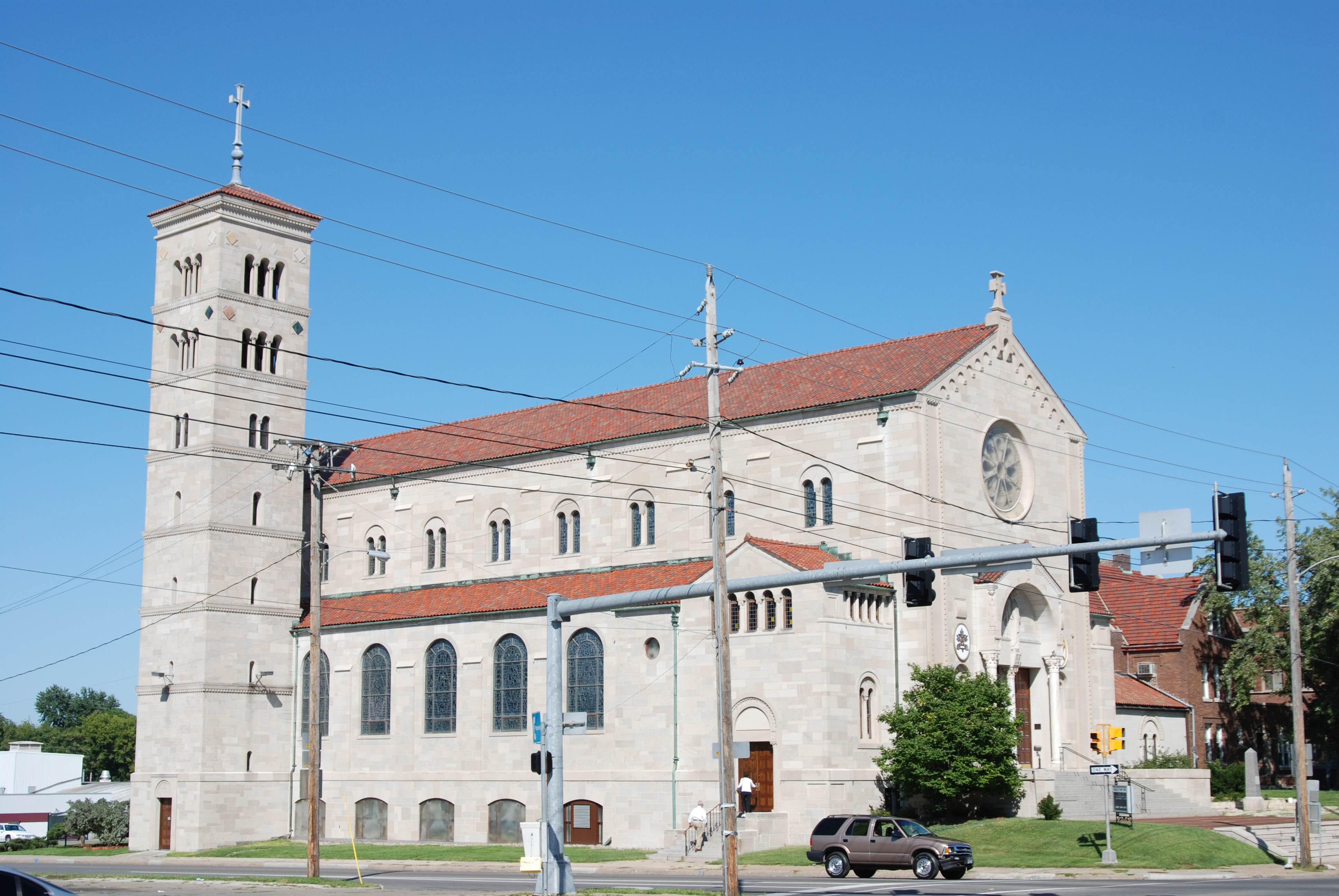
La basilica minore di San Giovanni a Des Moines
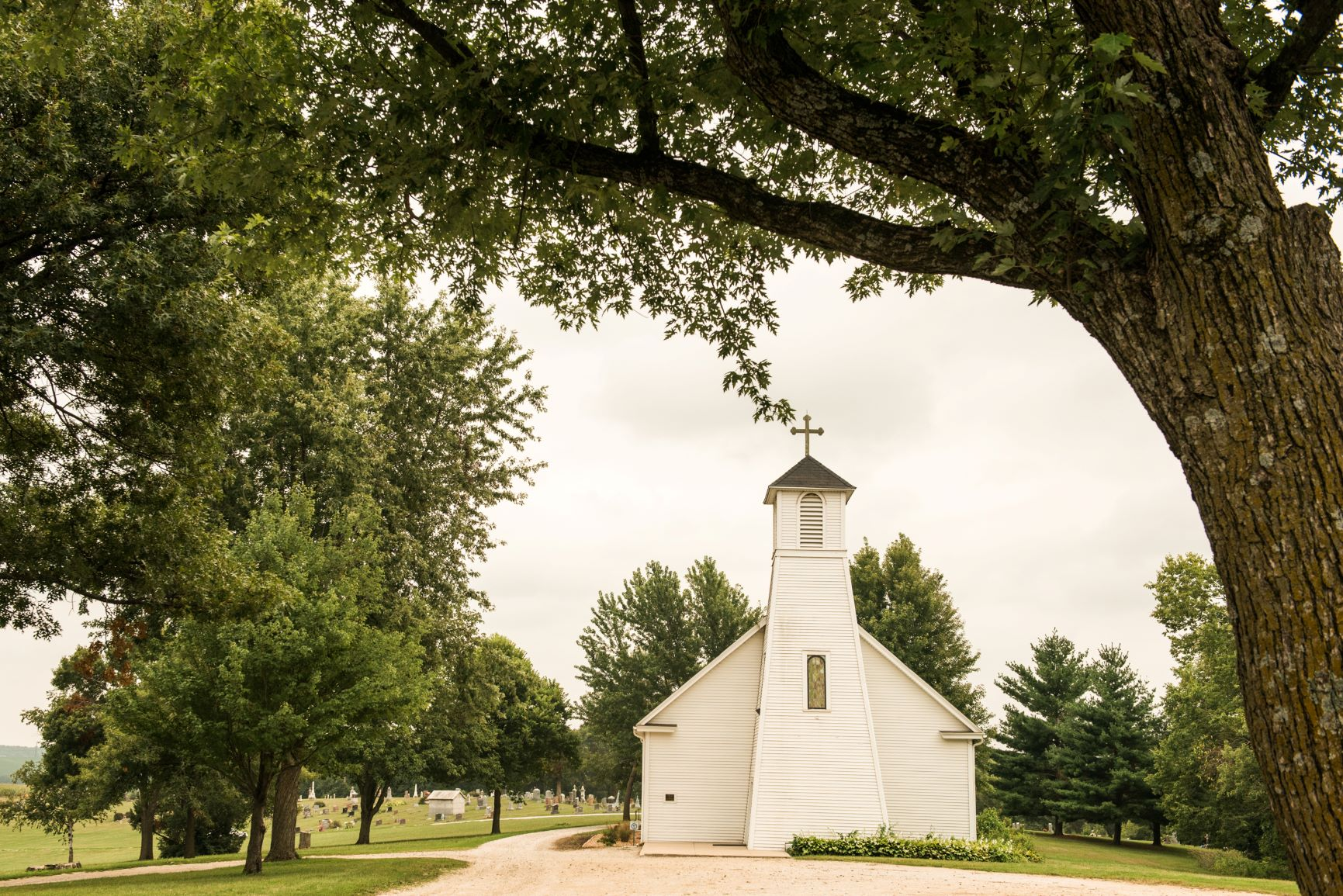
Chiesa di San Patrizio a Cumming